# Cumopsis goodsir
Cumopsis goodsir is een zeekomma uit de familie Bodotriidae.

## Kenmerken
C. goodsir is een kleine zeekomma die tot 6 mm (♀) en 5 mm (♂) lang wordt. De carapax draagt een paar min of meer duidelijke laterale carinae (huidplooien) in beide geslachten. Er is geen uitgesproken pseudorostrum. Levende dieren vertonen vaak paars-bruine vlekjes op de carapax en vooral ook op het vijfde pleoniet. De flagel van de tweede antenne reikt verder dan het einde van het pleon. Bij beide geslachten dragen enkel de eerste pereopoden een volledige exopodiet (buitenste tak), de tweede en derde pereopoden hebben rudimentaire exopodieten. De endopodiet (binnenste tak) van de uropode heeft een variabel aantal segmentjes. Zoals alle Bodotriidae heeft deze soort geen vrij telson.

## Ecologie
Deze soort wordt vooral intertidaal aangetroffen, ingegraven in fijn zand, maar wordt ook subtidaal gevonden tot op een diepte van enkele meter.
De meerderheid van de zeekommasoorten in de gematigde ondiepe wateren leven waarschijnlijk slechts een jaar of minder en planten zich tweemaal per jaar voort. Ze voeden zich met micro-organismen en organisch materiaal uit bodemafzettingen.
C. goodsir komt voor in de noordoostelijke Atlantische Oceaan, langs de kusten van Noord-West-Europa tot Marokko en eveneens in de Middellandse Zee en de Zwarte Zee.